# Borut Miklavčič
Borut Miklavčič, slovenski politolog, ekonomist? in politik, * 11. januar 1944.
Diplomiral je na FSPN v Ljubljani. Bil je sekretar Urbanističnega inštituta (1971-73), 1975 pomočnik direktorja UKC Ljubljana, pozneje predsednik izvršnega sveta Skupščine Mesta Ljubljana ter predsednik štaba za izgradnjo Cankarjevega doma v Ljubljani. Leta 1985 je postal generalni konzul SFRJ v Celovcu, v 90. letih 20 stol. je bil generalni direktor Savskih elektrarn, 2003-07 generalni direktor Zavoda za zdravstveno zavarovanje Slovenije, od 2007 predsednik Rdečega križa Slovenije. Bil je mdr tudi predsednik Hokejske zveze Jugoslavije.
Med letoma 2008 do 2010 je bil minister za zdravje Republike Slovenije. Odstopil je iz zdravstvenih razlogov.